# Tuyến sinh dục
Tuyến sinh dục, hoặc được gọi là tuyến sinh sản là một tuyến hỗn hợp tạo ra giao tử (tế bào sinh dục) và nội tiết tố giới tính của một sinh vật. Ở con cái của các loài, các tế bào sinh sản là các noãn, và ở nam giới, các tế bào sinh sản là tinh trùng. Tuyến sinh dục nam, tinh hoàn, sản xuất tinh trùng dưới dạng tinh trùng hoạt động. Tuyến sinh dục nữ, buồng trứng, tạo ra các tế bào trứng. Cả hai loại giao tử này đều là tế bào đơn bội.

## Quy định
Các tuyến sinh dục được kiểm soát bởi hoóc môn tạo hoàng thể (luteinizing hormone, LH) và kích noãn bào tố (Follicle-stimulating hormone, FSH), được sản xuất và tiết ra bởi gonadotropin ở tuyến yên trước. Dịch tiết này được quy định bởi hormone giải phóng gonadotropin sản xuất ở vùng dưới đồi.

## Điều trị
Rối loạn tuyến sinh dục thường được điều trị bằng liệu pháp thay thế hoóc môn. Testosterone thấp có thể được xác định thông qua xét nghiệm máu vào buổi sáng khi lượng testosterone cao nhất vì nồng độ testosterone có thể giảm tới 13% trong ngày.

### Chức năng
Tuyến sinh dục của con đực là tinh hoàn còn của con cái là buồng trứng. Mặc dù các tuyến sinh dục trông khác nhau ở nam và nữ, chúng phục vụ các chức năng giống nhau. Chức năng của tuyến sinh dục là tạo ra giao tử để sinh sản và tiết ra hoóc môn giới tính.

### Rối loạn tuyến sinh dục
Ở nam giới, các rối loạn tuyến sinh dục của Hồi giáo đề cập đến các rối loạn của tinh hoàn, hay tuyến sinh dục, là các cơ quan ở nam giới sản xuất tinh trùng và hoóc môn, bao gồm testosterone.  Rối loạn tuyến sinh dục ở nam giới có thể dẫn đến các biến chứng nghiêm trọng bao gồm suy tuyến sinh dục nam, kết quả của việc sản xuất testosterone thấp rối loạn chức năng tình dục và vô sinh.

### Hoóc mônbuồng trứng
Tuyến sinh dục là cơ quan tạo ra hoóc môn giới tính và tế bào sinh sản. Các tuyến sinh dục trở nên hoạt động ở tuổi dậy thì khi chúng được kích thích bởi các hoóc môn nhiệt đới từ tuyến yên trước được gọi là hoóc môn tạo hoàng thể, hay LH và kích noãn bào tố hay FSH.
Buồng trứng là tuyến sinh dục nữ.